# Ходорова
Ходорова (пол. Chodorowa) — село в Польше, в гмине Грыбув Новосонченского повята Малопольского воеводства. В 1975—1998 годах село входило в состав Новосонченского воеводства.